# Овар (парафія)
Овар (порт. Ovar; МФА: [o.ˈvaɾ]) — парафія в Португалії, у муніципалітеті Овар. Розташована в західній частині країни, на теренах історичної португальської провінції Бейра. Входить до складу округу Авейру. За адміністративним поділом, чинним до 1976 року, терени парафії були складовою провінції Берегова Бейра. Належить до Авейрівської діоцезії Католицької церкви. Патрон — святий Христофор. Площа — 48,0765 км². Населення — 17855 ос. (2011). Середньо урбанізований регіон. Густота населення — 371,39 осіб/км²
. Код — 011505.

## Населення
| Кількість мешканців | Кількість мешканців | Кількість мешканців | Кількість мешканців | Кількість мешканців | Кількість мешканців | Кількість мешканців | Кількість мешканців | Кількість мешканців | Кількість мешканців | Кількість мешканців | Кількість мешканців | Кількість мешканців | Кількість мешканців | Кількість мешканців |
| ------------------- | ------------------- | ------------------- | ------------------- | ------------------- | ------------------- | ------------------- | ------------------- | ------------------- | ------------------- | ------------------- | ------------------- | ------------------- | ------------------- | ------------------- |
| 1864                | 1878                | 1890                | 1900                | 1911                | 1920                | 1930                | 1940                | 1950                | 1960                | 1970                | 1981                | 1991                | 2001                | 2011                |
| 10.359              | 10.439              | 11.190              | 10.976              | 11.463              | 10.552              | 12.831              | 12.799              | 13.333              | 14.128              | 16.126              | 18.783              | 14.124              | 17.185              | 17.855              |